# Isochaetina dimorpha
Isochaetina dimorpha är en tvåvingeart som först beskrevs av Louis-Paul Mesnil 1950.  Isochaetina dimorpha ingår i släktet Isochaetina och familjen parasitflugor. Inga underarter finns listade i Catalogue of Life.